# レッド・デッドシリーズ
『レッド・デッドシリーズ』（英名：RED DEAD、略称：RD）は、アメリカ合衆国のニューヨークにあるゲーム制作会社ロックスター・ゲームスが発売した、西部劇を題材としたオープンワールド型クライムアクションコンピューターゲームのゲームシリーズ。全3作品が発売されている。
シリーズ全体で8,600万本以上の売上を誇る。

## 概要
依頼を受けてミッションをこなしたり、動物を狩る一方、街中や山奥で突然人を殺害および対立、強盗をしたり、馬を盗んで走り回るなどの犯罪行為や逆に人の手伝いや人助けを出来たりと幅広い事が行われる。
CEROレーティングに関しては『レッド・デッド・リボルバー』は「C（15才以上対象）」指定だが、「リデンプションシリーズ」が「Z（18才以上のみ対象）」指定となっている。
ロックスター・ゲームスによる同様のゲームシステムを持つ『グランド・セフト・オートシリーズ（英名：Grand Theft Auto Series）』は主に現代から1980年代までが舞台となるが、『レッド・デッドシリーズ』は西部劇を舞台としているため、回転式拳銃（リボルバー銃）などがメイン武器となり、主人公が戦闘で有利になるため全作品に「デッド・アイ（バレットタイム）」システムを使う事が出来る。
PlayStationシリーズからXboxシリーズで販売されている。現在までに全3作品と外伝1作品（『レッド・デッド・リデンプション』のストーリーDLC『レッド・デッド・リデンプション:アンデッド・ナイトメア』）が発売している。

## 歴代「レッド・デッドシリーズ」作品一覧
| 2004 | レッド・デッド・リボルバー                             |
| 2005 |                                                        |
| 2006 |                                                        |
| 2007 |                                                        |
| 2008 |                                                        |
| 2009 |                                                        |
| 2010 | レッド・デッド・リデンプション：ガンスリンガーズ       |
| 2010 | レッド・デッド・リデンプション                         |
| 2010 | レッド・デッド・リデンプション・アンデッド・ナイトメア |
| 2011 |                                                        |
| 2012 |                                                        |
| 2013 |                                                        |
| 2014 |                                                        |
| 2015 |                                                        |
| 2016 |                                                        |
| 2017 |                                                        |
| 2018 | レッド・デッド・リデンプション2                        |
| 2019 | レッド・デッド・オンライン                             |

レッド・デッド・リボルバーを『リボルバー』と表示、レッド・デッド・リデンプションを『1』と表示、レッド・デッド・リデンプションIIを『II』と表示する。

### レッド・デッド・リボルバー
2004年5月3日（ヨーロッパでは2004年6月11日、日本では2005年5月26日）に発売された、『レッド・デッドシリーズ』第1作目。
2016年10月11日には日本国外ではESRBレーティングM指定で、PlayStation 4版が発売された。略称は『RDR』（となるが次回作の『1』と被る可能性がある）。
今作の全世界の合計売上本数は150万本と公式にて発表された。
今作はストーリーモードとマルチモードの2つがあり、ストーリーは、父親を目の前で殺された、賞金稼ぎの主人公「レッド・ハーロウ（Red Harlow）」が銃を手に賞金のかかった無法者たちを倒して行く…。となっている。

### レッド・デッド・リデンプション
2010年5月18日（日本では2010年10月7日）に発売された、『レッド・デッドシリーズ』第2作目。
1910年以降のアメリカ合衆国南部とメキシコを舞台としたオープンワールド型アクションゲームで物語終盤では1914年以降を舞台としており、ゲーム内の新聞ではヨーロッパで戦争が始まった事（World War I）などが報じられていることもある。略称は『RDR1』『RDR』。
ストーリーモードとマルチモードがあり、元義賊の主人公「ジョン・マーストン（John Marston）」となってこの世界を生き抜いていく…。世界で売上本数は1,500万本を突破した。
『グランド・セフト・オートIV（Grand Theft Auto IV）』と同じゲームエンジン（ロックスター・アドバンスド・ゲーム・エンジン）を使用しており、発売当時は「西部劇版 グランド・セフト・オート」と紹介されたこともある。

#### レッド・デッド・リデンプション・アンデッド・ナイトメア
『レッド・デッドシリーズ』の初の外伝であり、唯一ゾンビ（感染者）が登場する（有料型）ストーリーDLCが発売された。
主人公は同じく「ジョン・マーストン（John Marston）」を操作して行くことになっていく、略称は『RDR:アンデッド・ナイトメア』。

### レッド・デッド・リデンプションII
2018年10月26日に世界同時発売された、『レッド・デッドシリーズ』第3作目。
今作は1899年が舞台のオープンワールド型であるため、『1』よりも約11年前の出来事になっているので前作の主人公「ジョン・マーストン」も再登場した。主人公は無法者の「アーサー・モーガン」。
グラフィックなども大幅に強化された。そしてシリーズ初、FPS視点もある。必要容量は105GBと発表した。略称は『RDR2』や『RDRII』。全世界の合計出荷本数は、『リボルバー』、『1』を上回る約1,700万本と報告された。2022年には4,000万本を超えた。

#### レッド・デッド・オンライン
ロックスター・ゲームスの前作、『グランド・セフト・オートV』のオンラインモード「GTAオンライン」の大成功により今作からオンラインモードに注力し、ロックスター・ゲームスからPS4版にDLCを優先と発表し、『レッド・デッド・オンライン（英名：Red Dead Online）』と言われている無料オンラインコンテンツもある。略称は『RDO』。